# Томас из Оттербёрна

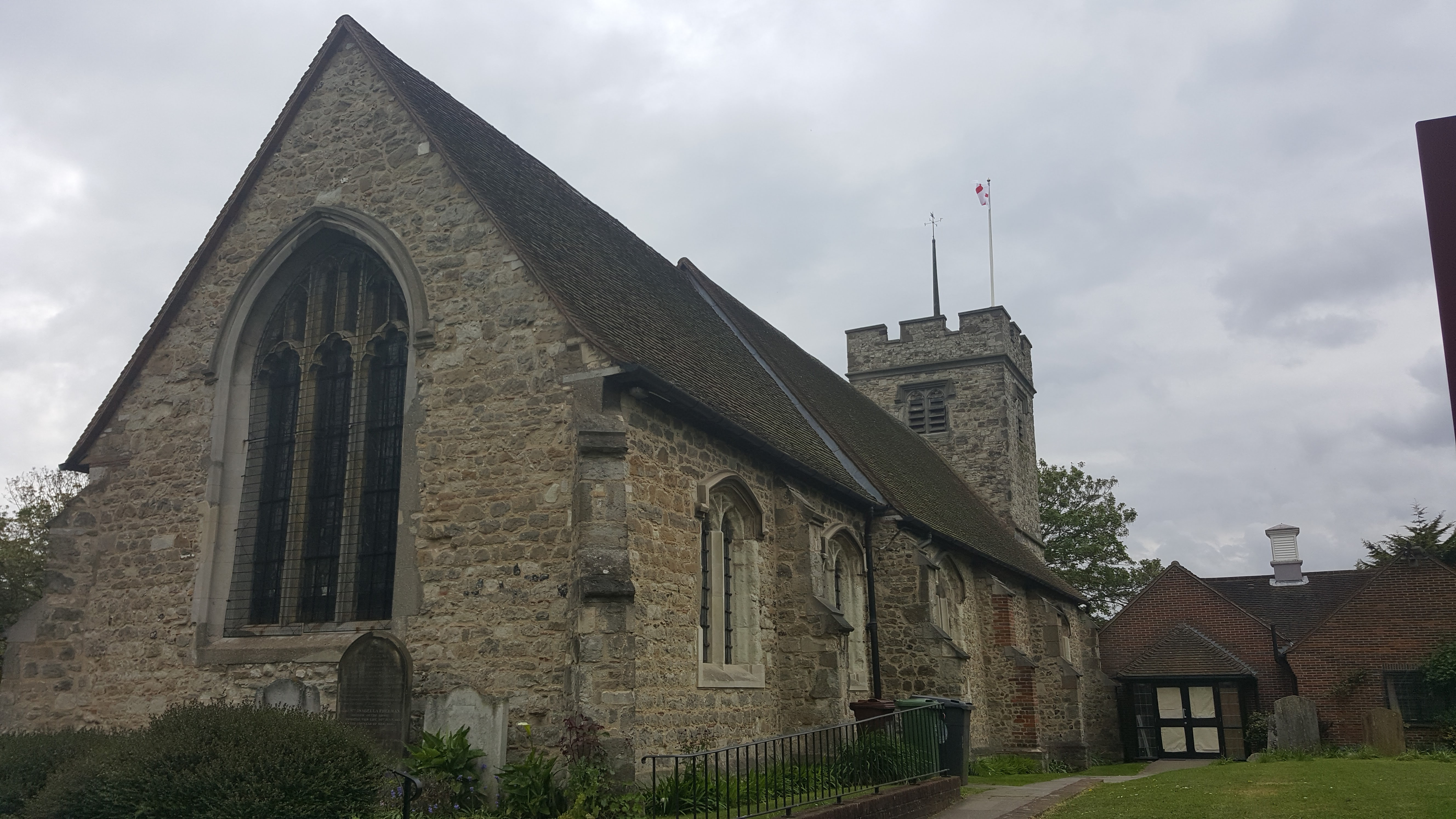
Церковь Всех Святых в Чингфорде, Эссекс. XII—XIII вв.

Томас из Оттербёрна, или Томас Оттерборн (англ. Thomas of Otterbourne, или Thomas Ottbourne; лат. Thomas Otterburnus) — под этим именем известны два английских средневековых хрониста, иногда безосновательно отождествляемых.

## Жизнь и труды
Первый из них был монахом-францисканцем из Нортумбрии, около 1340 года числился доктором богословия в Оксфорде и трудился в середине XIV века, продолжив с 1297 по 1346 год латинскую всемирную хронику Ричарда Даремского, позднее утраченную, но использованную рыцарем-историком Томасом Греем из Хетона в его «Скалахронике» (1363).
Другой Томас из Оттербёрна предположительно был в 1383 году ректором в Хаддиско (Норфолк), в 1393 году ректором в Чингфорде (Эссекс) и умер около 1421 года.
Он составил на латыни «Хронику английских королей» (лат. Chronica regum Angliae) со времён легендарного Брута до 1420 года, представляющую собой компиляцию из «Церковной истории англов» Беды Достопочтенного, «Деяний английских королей» Уильяма Мальмсберийского, «Истории королей Британии» Гальфрида Монмутского, «Истории народа англов» Генриха Хантингдонского, «Деяний Генриха II и короля Ричарда» Роджера Ховеденского, «Полихроникона» Ранульфа Хигдена и анонимной хроники «Брут», а также сочинений монаха-бенедиктинца из Сент-Олбанса Томаса Уолсингема.
Хроника эта наиболее подробно охватывает правление Ричарда II, Генриха IV, Генриха V, и неожиданно обрывается 1420 годом, что объясняется, возможно, смертью автора. Её использовали в XVI веке антикварий Джон Стоу и историк Рафаэль Холиншед, который в своём каталоге авторов называет её «составленной каким-то северянином, как некоторые предполагают, по имени Оттерборн».
Единственная полная рукопись хроники, датируемая XV веком, происходит из Итона и ныне хранится в собрании Харли Британской библиотеки (MS Harley 36-43). Текст её был опубликован в 1732 году антикварием Томасом Хирном по копии, найденной в собрании Роберта Коттона, вместе с сочинением аббата из Сент-Олбанса Джона Уитхэмстеда.
Католический богослов и историк эпохи Тюдоров Джон Питтс приписывал Оттербёрну-второму также латинский трактат «О последовательности правителей Нортумбрии» (лат. De sequenceione comitum Northumbrae), упомянутый в названной рукописи из собрания Харли.
В британском Национальном биографическом словаре оба автора расцениваются как одно и то же лицо, что опровергается исследованиями британского историка-медиевиста Антонии Грансден, специалиста по средневековой историографии. Последняя, в частности, отметила повышенное внимание старшего Томаса из Оттербёрна, очевидно, пользовавшегося письмами и устными источниками, к истории ордена францисканцев и его оригинальные описания битвы при Бэннокбёрне (1314) и осады замка Карлайл (1315).

## Издания
- Duo rerum Anglicarum scriptores veteres, viz. Thomas Otterbourne et Johannes Whethamstede, ab origine gentis Britannicæ usque ad Edvardum IV. Ed. by Thomas Hearne. — Oxford: Sheldonian Theatre, 1732.